# Susan Douglas Rubeš
Pour les articles homonymes, voir Rubeš.
Susan Douglas Rubeš (nom de scène de Zuzka Zenta Bursteinová), née le 13 mars 1925 à Vienne (Autriche) et morte le 23 janvier 2013 à Toronto (Ontario), est une actrice canadienne d'origine tchèque (parfois créditée Susan Douglas ou Susan Rubes).

## Biographie

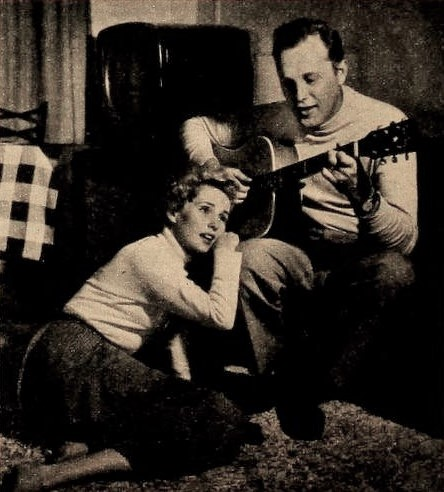
En 1953, avec son mari Jan Rubeš

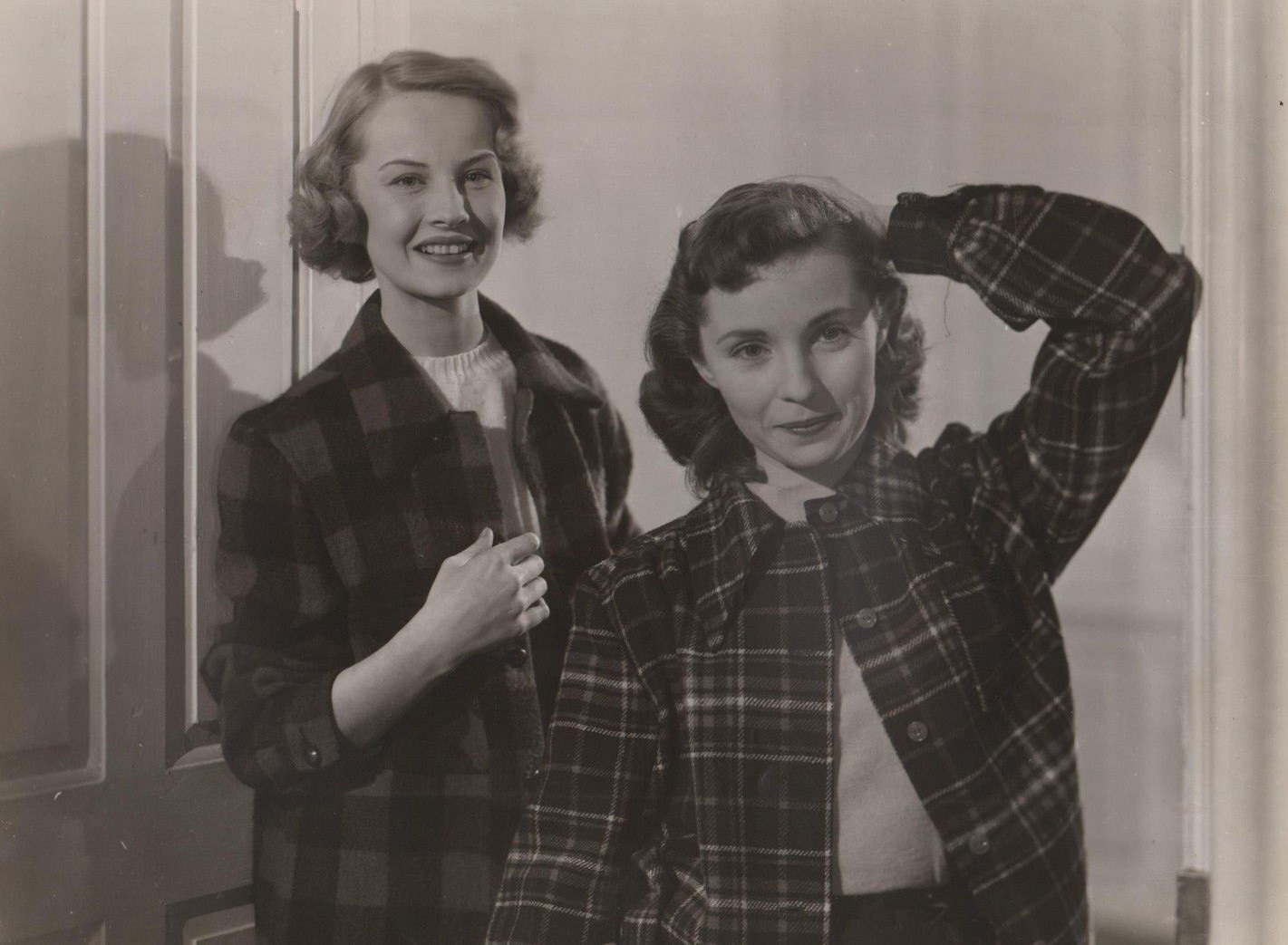
Avec Beatrice Pearson (à d.), dans Frontières oubliées (1949)

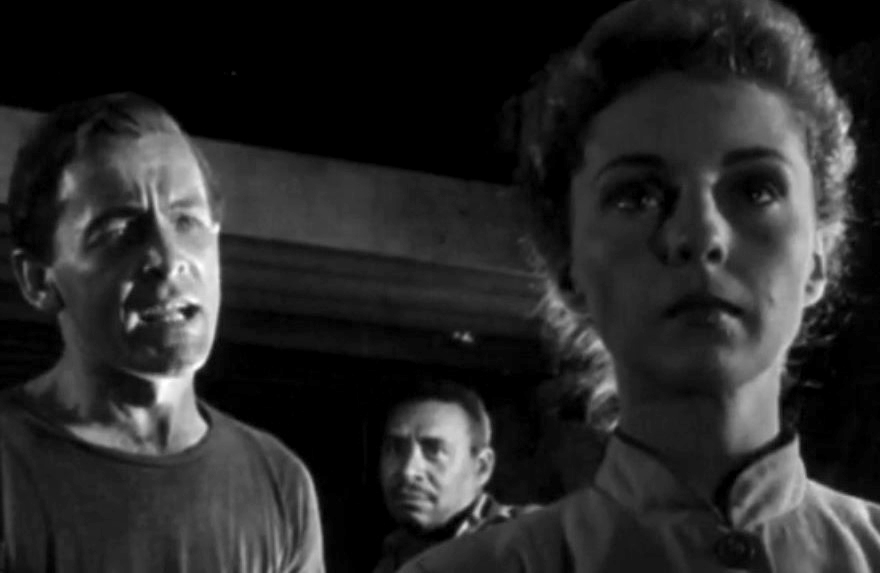
James Anderson, Charles Lampkin et Susan Douglas Rubeš (de g. à d.), dans Cinq Survivants (1951)

Née de parents d'origine tchèque, elle émigre avec sa mère (qui se remarie) aux États-Unis en 1940, en raison de la Seconde Guerre mondiale. Sous le nom de Susan Douglas, elle débute au théâtre à Broadway (New York) en 1946 dans He Who Gets Slapped d'après Leonid Andreïev (avec John Abbott et Russell Collins). Suivent deux autres pièces à Broadway, The Druid Circle de John Van Druten (1947, avec Leo G. Carroll et Ethel Griffies) et enfin La Mégère apprivoisée de William Shakespeare (1951, avec Claire Luce et George Roy Hill).
Au cinéma, ses deux premiers films (américains) sont The Private Affairs of Bel Ami d'Albert Lewin (1947, avec George Sanders et Angela Lansbury) et Frontières oubliées d'Alfred L. Werker (1949, avec Mel Ferrer et Beatrice Pearson).
Son troisième film américain est Forbidden Journey (en) de Richard J. Jarvis et Cecil Maiden (1950), aux côtés du chanteur d'opéra et acteur également d'origine tchèque Jan Rubeš (1920-2009) qu'elle épouse la même année, étant désormais connue comme Susan Douglas Rubeš. En 1960, le couple s'installe définitivement au Canada, à Toronto, obtenant la citoyenneté canadienne. L'actrice fonde en 1965 dans sa ville d'adoption le Young People's Theatre (en) dont elle est directrice artistique de 1966 à 1979 (ce théâtre est renommé en 1988 Susan Douglas Rubes Theatre Center).
Ses deux derniers films américains sont Cinq Survivants d'Arch Oboler (1951, avec William Phipps et James Anderson) et La Cible de Peter Bogdanovitch (1968, avec Boris Karloff). Suivent cinq autres films, canadiens, depuis Face-Off (en) de George McCowan (1971, avec John Vernon)  jusqu'à Boozecan de Nicholas Campbell (1994, à nouveau aux côtés de son mari et avec le réalisateur David Cronenberg).
À la télévision (américaine ou canadienne), elle contribue à ving-sept séries, depuis Studio One (deux épisodes, 1948-1952) jusqu'à la série canadienne Un tandem de choc (un épisode, 1997). Entretemps, mentionnons Haine et passions (feuilleton américain, 15 épisodes, 1952-1955) et Rintintin junior (série canadienne, un épisode, 1989). S'ajoutent quatre téléfilms entre 1987 et 1999 (ultime rôle à l'écran).
Susan Douglas veuve Rubeš meurt à Toronto en 2013, à 87 ans.

## Théâtre à Broadway (intégrale)
- 1946 : Tot, kto poluchayet poshchechini (He Who Gets Slapped) de Leonid Andreïev, adaptation de Judith Guthrie, mise en scène de Tyrone Guthrie : Consuela[1]
- 1947 : The Druid Circle de (et mise en scène par) John Van Druten : Megan Lewis
- 1951 : La Mégère apprivoisée (The Taming of the Shrew) de William Shakespeare : Bianca

## Filmographie partielle

### Cinéma
- 1947 : Bel-Ami (The Private Affairs of Bel Ami) d'Albert Lewin : Suzanne Walter
- 1949 : Frontières oubliées ou Frontières invisibles (Lost Boundaries) d'Alfred L. Werker : Shelly Carter
- 1951 : Cinq Survivants (Five) d'Arch Oboler : Roseanne Walter
- 1968 : La Cible (Targets) de Peter Bogdanovitch : une cliente du drive-in
- 1971 : Face-Off (en) de George McCowan : Mme Hunter
- 1988 : La Fugue de Maximilian Glick (en) (The Outside Chance of Maximilian Glick) d'Allan A. Goldstein : Bryna Glick
- 1994 : Boozecan de Nicholas Campbell : la mère de Braston

### Télévision

#### Séries
- 1948-1952 : Studio One
  - Saison 1, épisode 2 Laissez-moi faire les pourparlers (Let Me Do the Talking, 1948) : rôle non spécifié
  - Saison 4, épisode 16 La Ville de l'amour (The Paris Feeling, 1952) : rôle non spécifié
- 1952-1955 : Haine et Passions (Guiding Light), feuilleton, 15 épisodes : Kathy Grant Roberts
- 1989 : Rintintin junior (Katts and Dog), saison 2, épisode 3 Affaire de famille (A Family Affair) : rôle non spécifié
- 1997 : Un tandem de choc (Due South), saison 3, épisode 8 L'Agent Nautilus (Spy vs. Spy) de Paul Lynch : Ruth Henry

#### Téléfilms
- 1987 : Vengeance au-delà du temps (Haunted by Her Past) de Michael Pressman : la mère de Karen
- 1990 : The Last Best Year de John Erman : Mme Zagorski
- 1999 : Noir comme l'amour (Black and Blue) de Paul Shapiro (en) : Mme Levin

## Distinctions (sélection)
- 1975 : Membre de l'Ordre du Canada (CM)
- 1989 : Nomination au prix Génie de la meilleure actrice dans un second rôle, pour La Fugue de Maximilian Glick (en)

## Note et référence
1. ↑  Rôle tenu par Norma Shearer dans l'adaption au cinéma de 1924 sous le même titre anglais (titre français : Larmes de clown).